# Hermacha brevicauda
Hermacha brevicauda is een spinnensoort in de taxonomische indeling van de Entypesidae.
Hermacha brevicauda werd in 1903 beschreven door Purcell.